# Constança de Tolosa
Constança de Tolosa (c. 1180 - c. 1260) va ser una noble occitana del segle xiii. Era filla de Ramon VI, comte de Tolosa, i de la seva segona esposa Beatriu de Besiers. Va ser també reina de Navarra pel seu casament amb Sanç VII.

## Biografia
Constança va néixer vers el 1180 i va ser, per tant, el primer fill que va tenir Ramon de Tolosa. El seu nom li ve de la seva àvia Constança de França.
El 1192 la reina d'Anglaterra, Berenguera de Navarra, quan tornava de la Tercera Croada va passar per Tolosa. Ramon, que encara no era comte, va ser l'encarregat d'acompanyar-la mentre romangués a la ciutat i es va enamorar d'una de les acompanyants de Berenguera. La mare de Constança va ser repudiada i es va retirar del món quan es va unir al catarisme, on acabaria convertida en "perfecta". Ramon VI es casarà amb Joana d'Anglaterra, cunyada de Berenguera, el 1196.

### Reina de Navarra
El 1195 el pare de Constança es va convertir en comte de Tolosa. Des del 1194 Constança estava casada amb el nou rei de Navarra, Sanç VII, germà de Berenguera. Tot plegat es tractava d'una estratègia política que cercava, no tant una aliança de Tolosa de Llenguadoc amb Navarra, sinó més aviat un acostament del comtat de Tolosa amb Anglaterra, ja que Berenguera era l'esposa de Ricard Cor de Lleó i Joana la germana del rei. Tot plegat va conduir a què Ramon de Tolosa i Joana es casessin a Rouen el 1196. D'aquest matrimoni en va sortir un nou hereu pel comtat de Tolosa, el futur Ramon VII.

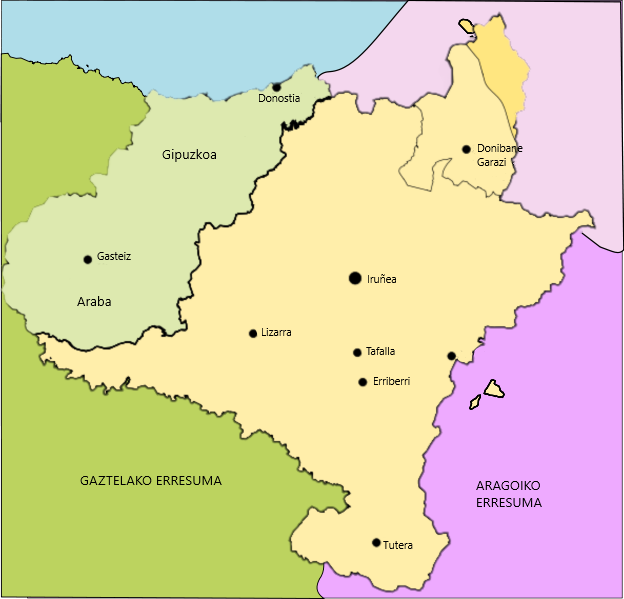
El Regne de Navarra en temps de Sanç VII. En verd fluix el territori perdut a favor de Castella.

Amb tot, Constança havia deixat de ser l'hereva de Tolosa per a convertir-se en una jove reina de Navarra. Tanmateix sembla que la relació amb el seu marit no va ser bona.
El 6 d'abril de 1199 va morir el rei Ricard i el juliol Alfons VIII de Castella va atacar Navarra. Aquest atac va agafar per sorpresa a Sanç de Navarra amb l'agreujant que ja no podia comptar amb l'ajuda del seu cunyat i rei d'Anglaterra. Ramon VI tampoc no li va enviar cap ajuda. Després d'aquesta guerra (1199-1200), el regne de Navarra va perdre tota la seva façana marítima. Enutjat per les circumstàncies i cansat del seu matrimoni, Sanç va enviar a Constança de retorn amb el seu pare.

### Segon Matrimoni
Després d'això, es va tornar a casar amb Pere Bermond II de Sauve. Durant molt de temps Constança es va trobar en condicions de succeir al seu germà Ramon VII, que havia mort el 1249. O ella o la seva descendència, ja que la filla de Ramon VII, Joana de Tolosa no va tenir descendència. Tot i així, els seus fills i descendents van ser expulsats de la successió de Tolosa en morir Joana el 1271.

## Núpcies i descendència
Constança de Tolosa es va casar dos cops i va tenir 6 fills, tots amb el seu segon maritː
- Sanç VII de Navarra, de 1195 a 1200. No van tenir fills.
- Pere Bermond II de Sauveː[7]
  - Pere Bermond, futur senyor de Sauve
  - Ramon Bermond, ancestre dels barons de Florac
  - Bermond, ancestre dels barons de Cailar
  - Filla de nom desconegut, casada amb Hug de Mirabèl
  - Beatriu, casada amb Arnau I de Ròcafuèlh
  - Sibil·la, casada amb Barral I dels Baus, ancestre de Ferran el Catòlic